# Primi ministri del Bhutan
Il Primo ministro del Bhutan è il capo di Governo del paese, viene eletto dai cittadini e nominato dal Re Drago.

## Lista

### Ministro capo (Gongzim)
| N° | Immagine | Nome (Nascita-Morte)                | Mandato | Mandato        | Partito |
| N° | Immagine | Nome (Nascita-Morte)                | Inizio  | Fine           | Partito |
| -- | -------- | ----------------------------------- | ------- | -------------- | ------- |
| 1  |          | Raja Ugyen Dorji (1855–1916)        | 1907    | 22 giugno 1916 | –       |
| 2  |          | Raja Sonam Topgay Dorji (1896–1953) | 1917    | 1952           | –       |

### Primi ministri (Lyonpo)
| N°                                                 | Immagine | Nome (Nascita-Morte)                 | Mandato          | Mandato          | Partito                                          |
| N°                                                 | Immagine | Nome (Nascita-Morte)                 | Inizio           | Fine             | Partito                                          |
| -------------------------------------------------- | -------- | ------------------------------------ | ---------------- | ---------------- | ------------------------------------------------ |
| 1                                                  |          | Jigme Palden Dorji (1919–1964)       | 1952             | 5 aprile 1964    | –                                                |
| Vacante (5 aprile 1964 – 25 luglio 1964)           |          |                                      |                  |                  |                                                  |
| –                                                  |          | Lhendup Dorji ad interim (1935–2007) | 25 luglio 1964   | 27 novembre 1964 | –                                                |
| Carica abolita (27 novembre 1964 – 20 luglio 1998) |          |                                      |                  |                  |                                                  |
| 2                                                  |          | Jigme Thinley (1/3) (1952–)          | 20 luglio 1998   | 9 luglio 1999    | –                                                |
| 3                                                  |          | Sangay Ngedup (1/2) (1953–)          | 9 luglio 1999    | 20 luglio 2000   | –                                                |
| 4                                                  |          | Yeshey Zimba (1/2) (1952–)           | 20 luglio 2000   | 8 agosto 2001    | –                                                |
| 5                                                  |          | Khandu Wangchuk (1/2) (1950–)        | 8 agosto 2001    | 14 agosto 2002   | –                                                |
| 6                                                  |          | Kinzang Dorji (1/2) (1951–)          | 14 agosto 2002   | 30 agosto 2003   | –                                                |
| (2)                                                |          | Jigme Thinley (2/3) (1952–)          | 30 agosto 2003   | 18 agosto 2004   | –                                                |
| (4)                                                |          | Yeshey Zimba (2/2) (1952–)           | 18 agosto 2004   | 5 settembre 2005 | –                                                |
| (3)                                                |          | Sangay Ngedup (2/2) (1953–)          | 5 settembre 2005 | 7 settembre 2006 | –                                                |
| (5)                                                |          | Khandu Wangchuk (2/2) (1950–)        | 7 settembre 2006 | 31 luglio 2007   | –                                                |
| (6)                                                |          | Kinzang Dorji (2/2) (1951–)          | 31 luglio 2007   | 9 aprile 2008    | –                                                |
| (2)                                                |          | Jigme Thinley (3/3) (1952–)          | 9 aprile 2008    | 28 aprile 2013   | Partito della Pace e della Prosperità del Bhutan |
| –                                                  |          | Sonam Tobgye ad interim (1949–)      | 28 aprile 2013   | 27 luglio 2013   | –                                                |
| 7                                                  |          | Tshering Tobgay (1965–)              | 27 luglio 2013   | 9 agosto 2018    | Partito Democratico Popolare                     |
| –                                                  |          | Tshering Wangchuk ad interim (19?–)  | 9 agosto 2018    | 7 novembre 2018  | –                                                |
| 8                                                  |          | Lotay Tshering (1968–)               | 7 novembre 2018  | 1 novembre 2023  | Partito Unito del Bhutan                         |
| –                                                  |          | Chogyal Dago Rigdzin ad interim      | 1 novembre 2023  | 28 gennaio 2024  | –                                                |
| (7)                                                |          | Tshering Tobgay (1965–)              | 28 gennaio 2024  | in carica        | Partito Democratico Popolare                     |